# Anthemiphyllia frustum
Anthemiphyllia frustum är en korallart som beskrevs av Stephen D. Cairns 1994. Anthemiphyllia frustum ingår i släktet Anthemiphyllia och familjen Anthemiphylliidae. Inga underarter finns listade i Catalogue of Life.